# Ab Morgen
Ab Morgen ist ein Kurzfilm aus dem Jahr 2011. In der Hauptrolle spielt Anno Koehler einen deutschen Familienvater, der sich im Ausland eine Niere von einem lebenden Spender kauft.
Seine Uraufführung hatte der Film im Rahmen des „32. Filmfestivals Max Ophüls Preis“ am 20. Januar 2011.

## Handlung
Die Geschichte handelt von einem Menschen, der sich ein fremdes Leben kauft, um sein eigenes zu retten.
Christoph ist todkrank und kauft sich im Ausland eine Niere von einem lebenden Spender.
Verloren in einer fremden Stadt und völlig ungewohnten Situation unterzieht er sich schließlich der Operation, bei der jedoch der Spender verstirbt.
Selbst nun medizinisch gesund, kämpft Christoph schockiert mit dem Umstand, den Tod eines Anderen verantworten zu müssen. Voller Schuldgefühle plagt ihn sein Gewissen und der Gedanke, eine Familie zerstört zu haben, um seine eigene zu retten. Er sieht sich mit seinen Moralvorstellungen konfrontiert und ringt um einen Ausweg. Dabei muss er erkennen, dass es für beide Seiten keinen Ausweg aus dieser Situation gibt.

## Produktion
Der Film ist eine Koproduktion der Black Rabbit Pictures und der Macromedia Hochschule für Medien und Kommunikation und wurde im November 2009 in Deutschland und Bosnien gedreht. Die ausführenden Produzenten, Drehbuchautoren und Regisseure waren Raphael Wallner und Stefan Elsenbruch. Die Postproduktion des Films war im September 2010 abgeschlossen. Seine Uraufführung feierte Ab Morgen im Januar 2011.

## Auszeichnungen
- Nominiert für den Max Ophüls Preis 2011 in der Kategorie „Bester Kurzfilm“.[1]
- Prädikat ‚Besonders Wertvoll‘ von der Deutschen Film- und Medienbewertung (FBW).[2]
- FBW Kurzfilm des Monats September 2010.[3]
- Nominiert beim cellu l’art Kurzfilmfestival Jena 2011 in der Kategorie „Bester Kurzfilm“.[4]
- 2. Platz in der Kategorie Spielfilm Filmfest Open Eyes Marburg.[5]
- Nominiert als bester internationaler Kurzfilm beim I’ve seen films Festival in Mailand.[6]

## Festivals
- Max Ophüls Preis 2011 (Weltpremiere)[1]
- cellu l’art Kurzfilmfestival Jena 2011[4]
- Internationales Studentenfilmfestival Sehsüchte Potsdam 2011[7]
- Filmfest Open Eyes Marburg[5]
- Palm Springs International Film Fest[8]
- Odense International Film Festival[9]
- I’ve seen films International Film Festival[6]
- Shorts at Moonlight[10]
- 31st Cambridge Film Festival[11]
- shnit International Shortfilmfestival[5]
- interfilm Berlin[12]
- Konstanzer kurz.film.spiele[13]
- Filmfest Düsseldorf[14]
- Tirana International Film Festival[15]
- 22. Bamberger Kurzfilmtage[16]
- Bradford International Film Festival[17]
- Sarasota International Film Festival[18]
- Humboldt Film Festival.[19]